# São Gonçalo do Sapucaí
São Gonçalo do Sapucaí é um município brasileiro do estado de Minas Gerais.
Apresenta em sua história importantes personagens como Barão do Rio Verde, Raimundo Correia e Bárbara Heliodora.
Sua população em 2010 era de 23 895 habitantes, conforme dados do IBGE.

## Localização
O município está localizado às margens da Rodovia Fernão Dias, no sul do estado. Faz divisa com os municípios de Campanha, Careaçu, Cordislândia, Heliodora, Lambari, Monsenhor Paulo, Turvolândia e Silvianópolis.

## Origem do nome
São Gonçalo é homenagem ao santo português São Gonçalo de Amarante, o qual é padroeiro da cidade. Sapucaí, por sua vez, é um vocábulo de origem tupi que significa "Rio que grita". Segundo alguns estudiosos, esse nome foi dado pelos indígenas da região devido ao fato de os frutos secos das sapucaias produzirem um forte ruído ao cair no chão se estourando. Essa árvore é muito comum na beira do rio Sapucaí, que passa próximo à cidade, tendo grande papel na composição do nome da localidade.

## História

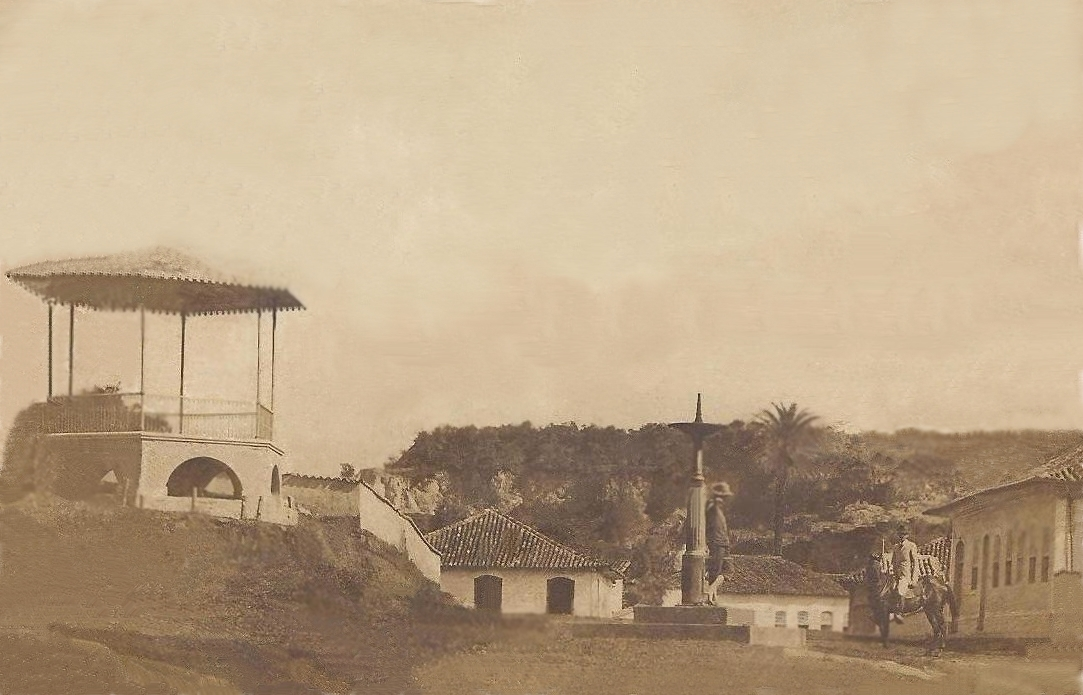
Largo da Matriz no ano de 1912.

### Descoberta
O povoado primitivo se ergueu às margens do Rio Sapucaí em princípios do século XVIII, no chamado ciclo do ouro no Brasil Colônia na região das minas do "Ouro Fala" e "Ouro Ronca". Dionísio da Fonseca Reis é considerado o descobridor dessas minas. Além de Dionísio da Fonseca Reis, são considerados os primeiros habitantes da cidade Francisco Bento Lustosa e Bento Corrêa de Melo. O restante dos primeiros povoadores era composto por bandeirantes paulistas, oficiais do exército mineiro e portugueses, com suas respectivas famílias.

### Povoamento
Na época de sua descoberta e fundação, mais de 40 mil km³ de terras auríferas foram desmontadas, revelando de acordo com cálculos o número aproximado de 40 toneladas de ouro extraídas sob o peso de inúmeras vidas de escravos, em uma cidade que se povoou da periferia para o centro.
Em contra partida, se desenvolvia um segundo núcleo, distante dali, onde se ergueu uma capela em evocação a São Gonçalo de Amarante. Uma das primeiras menções documentais ao que mais tarde seria o arraial é uma carta de confirmação de sesmaria, concedida a Francisco Xavier Correria de Mesquita. O documento data de 1741, e nele o então povoado já era chamado por São Gonçalo Velho. Por motivo ignorado tal povoado, que se erguia às margens do rio foi sendo abandonado, convertendo então o novo núcleo, distante alguns quilômetros dali, no estopim da colonização da cidade.

### Fundação
Já no ano de 1743 as divisas e territórios das capitanias de Minas Gerais e São Paulo não se encontravam bem determinadas, portanto, naquele mesmo ano o governador de São Paulo, o Capitão General D. Luís de Mascarenhas invade as minas do Rio Verde e toma de surpresa o Arraial de São Cipriano (hoje a cidade da Campanha), tomando sob poder paulista as minas e o dito arraial. Considerando arbitrária a invasão, o governador das Minas Gerais, o Conde de Bobadela imediatamente classifica de intruso o representante paulista deixado no povoado de São Gonçalo, o Capitão-Mor Corrêa Bueno, e envia ao vilarejo o ouvidor da Comarca do Rio das Mortes, em expedição armada acompanhando de toda a câmara de São João Del Rey. No povoado, no dia 2 de março de 1743 o ouvidor lavra um auto de ratificação de posse e também eleva o povoado à categoria de arraial sob o nome de São Gonçalo da Campanha do Rio Verde. Ainda na categoria de freguesia da cidade da Campanha, é criada a paróquia de São Gonçalo do Amarante por provisão de 23 de julho de 1819. A aglomeração urbana só viria a receber o nome de São Gonçalo do Sapucaí em 1878 quando é elevada a Vila. A lei 2256 de 3 de janeiro de 1880 então eleva a sede municipal a categoria de cidade.
Na ocasião, sua jurisdição, além da sede, compreendia os distritos de Paredes do Sapucaí (Cordislândia), Retiro (Turvolândia), Santa Isabel (Heliodora) e Volta Grande (Careaçu). Em 27 de julho de 1889 se dá a emancipação do município e a criação de sua comarca, tendo a Raimundo Correia como seu primeiro Juiz de Direito.

## Subdivisões

### Distritos
| Distrito               | População |
| ---------------------- | --------- |
| Ferreiras              | 904       |
| Ribeiros               | 1386      |
| São Gonçalo do Sapucaí | 20018     |

## Economia

### Indústria e comércio
Em meados do século XIX, sob o comando de empresas mineradoras francesas e inglesas a cidade ganha destaque, tendo recebido inclusive a visita da Princesa Isabel e do Conde d'Eu, sendo que o casal possuía terras no município.  Parte do inventário de terras do Conde d'Eu se encontra no Arquivo Histórico Municipal.
Com o fim  do ciclo do ouro, ganharam importância as atividades agropecuárias, que em meados da década de 1990 produzia mais de 80 mil sacas de café por ano e 18 milhões de litros de leite. A agropecuária ainda se apresenta como um pólo para a cidade, que também possui indústrias de participação regional e nacional.
Com a implantação do SENAI a cidade passou a investir na implantação de indústrias, uma maneira de gerar seu desenvolvimento.

### Turismo

#### Festa do Rosário
Na cidade existe a tradicional Festa do Rosário. Festa de origem religiosa e cultural, que acontece durante quinze dias nos meses de maio ou junho. Seu início se dá 40 dias após a Páscoa, quando ocorre o início da Novena em honra ao Divino Espírito Santo.
Além da festa religiosa a Festa do Rosário apresenta traços culturais que remontam as origens escravas da cidade, com a apresentação dos ternos de Congadas. Além disso, a festa, há muitos anos, apresenta-se como um grande evento profano, com shows, barracas de comidas e bebidas e uma grande reunião de cidadãos e visitantes, que são atraídos principalmente das cidades vizinhas e recentemente muitos vindos de São Paulo.

#### Turismo Ecológico
A cidade ainda possui extensa rede de pesqueiros e ranchos, bem como diversos atrativos naturais tais como cachoeiras, mata atlântica, a Serra de São Gonçalo, a gruta de Santa Luzia e o Rio Sapucaí.

#### Monumentos e Arquitetura

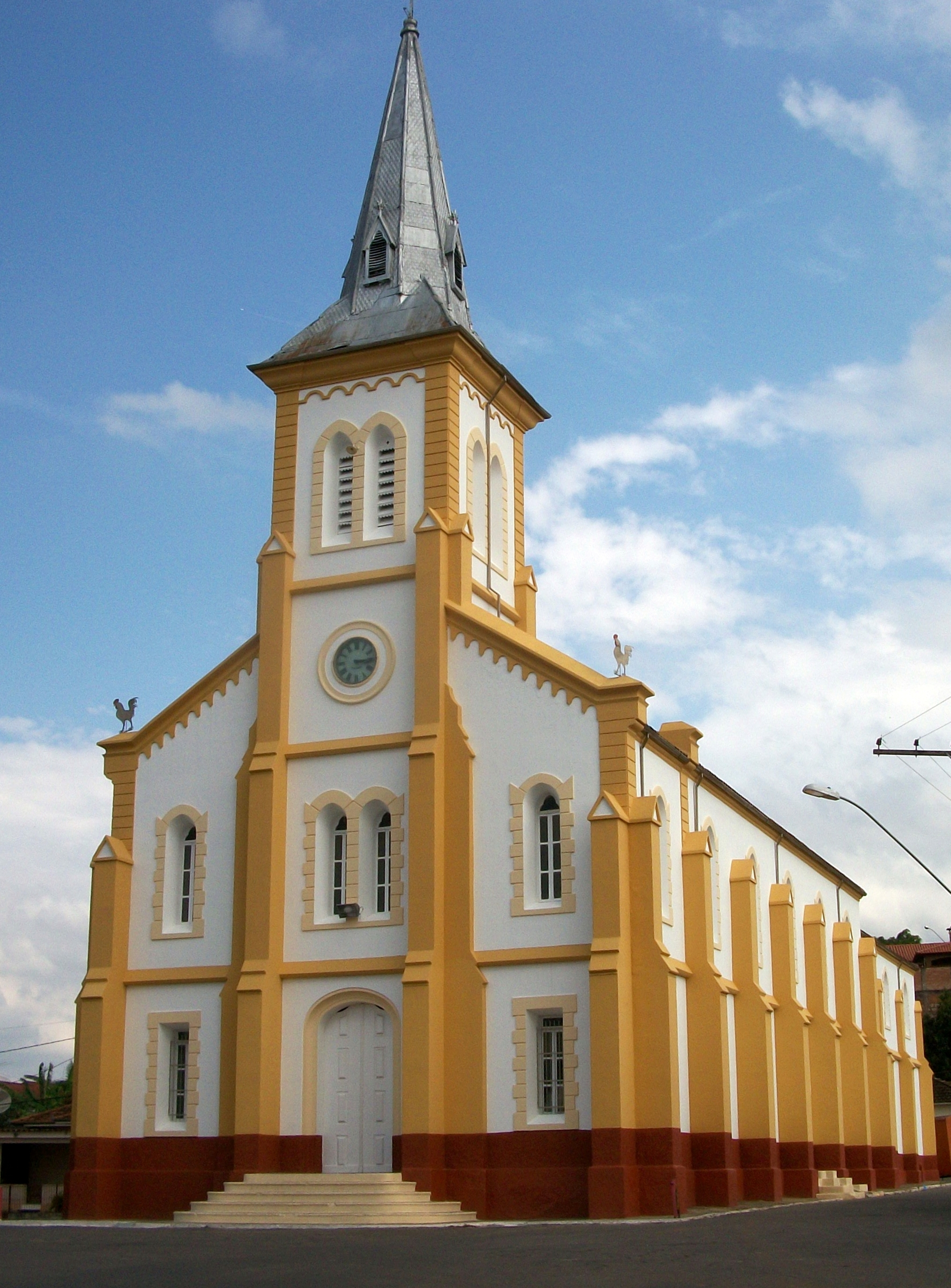
A Igreja do Rosário é uma das mais antigas construções da cidade.

No turismo histórico se destaca a Casa da Cultura "Pedro Mattar Filho", sobrado do século XIX em estilo colonial brasileiro, onde anexo funciona um museu com artigos que pertenceram a personalidades da cidade. Do acervo deste museu se destaca uma liteira de campo de meados do século XIX.
Ainda há a Igreja do Rosário, erigida em fins do século XVIII por escravos. Esta Igreja possui imagens originais dos santos de devoção dos escravos como Santo Elesbão, São Benedito, Santa Ifigênia e Nossa Senhora do Rosário. O altar-mor, altares laterais e grande parte dos ornamentos do interior foram feitos em madeira, no estilo barroco, em um curiosa vertente do estilo.
Na cidade existe uma Ponte Pênsil, que liga a cidade à Turvolândia. De fabricação alemã, tal ponte possui uma peculiar mas lendária história, que reza que tal ponte veio a ser instalada na cidade por engano, sendo destinada à cidade de São Gonçalo, no Estado do Rio de Janeiro. Tal história não passa de lenda visto que todo o material demorou meses até ser totalmente transportado à cidade, por meio de barcos a vapor e carros de boi, e mais tantos meses, ou até anos, até sua montagem. Não há data fixada sobre sua construção, mas presuma-se que tenha se dado entre os anos de 1912 e 1918.
O centro da cidade possui vários casarões dos séculos XVIII e XIX, muitos em fase de tombamento pelo Conselho Deliberativo de Patrimônio Histórico e Artístico local. Cita-se o conjunto arquitetônico da Rua Direita e Praça da Fonte e Praça Alberto Rocha.

## Infraestrutura

### Educação
Há no município quatorze escolas municipais, sete estaduais e quatorze particulares.

### Qualidade de Vida
Diversas empresas têm se instalado no município.
As escolas estaduais e municipais oferecem estudo de qualidade considerável, recebendo boa pontuação nas análises educacionais desenvolvidas pelo Ministério da Educação e Cultura e Secretaria de Estado de Educação. No ensino público municipal são oferecidos os ensinos primário e fundamental. Investimentos são realizados constantemente na capacitação dos professores da rede municipal e na aquisição de material didático de ponta.
Não obstante a cidade tem sofrido como outros tantos municípios com  problemas como drogas e desemprego. Em contra partida o governo municipal trabalha projetos sociais que visam melhorias no âmbito sócio-educacional. Importante também é o papel desempenhado pelo projeto da Polícia Militar mineira, o PROERD, que trabalha a prevenção contra as drogas, sendo o público alvo crianças e adolescentes nas escolas da cidade.

## Feriados municipais
| Data          | Feriado               | Motivação |
| 10 de janeiro | Dia do Padroeiro      | Religiosa |
| 2 de março    | Aniversário da cidade | Cívica    |

## Política

### Prefeitos
Até o ano de 1930 os municípios elegiam apenas vereadores, o qual mais votado desempenhava o cargo de Agente Executivo. Com o advento da Revolução de 1930 o cargo foi extinto e então criado o cargo de Prefeito Municipal. A tabela abaixo traz a listagem dos chefes do Executivo Municipal de São Gonçalo do Sapucaí desde o ano de 1883. A lista de agentes executivos carece de alguns nomes, já a do prefeito traz em sua integralidade o nome de todos chefes do executivo desde 1930.
| nº | Nome                              | início do mandato | fim do mandato |
| 1  | Lúcio de Mendonça                 | 1883              | 1885           |
| 2  | Francisco Bressane de Azevedo     | 1890              | 1891           |
| 3  | Cel. Manoel Alves de Lemos        | 1895              | 1897           |
| 4  | Júlio de Souza Meireles           | 1912              | 1914           |
| 5  | Francisco Ermílio Pereira         | 1918              | 1923           |
| 6  | Joaquim Leonel de Rezende Alvim   | 1924              | 1927           |
| 7  | Belmiro de Medeiros Silva         | 1927              | 1932           |
| 8  | Antenor de Azevedo Lemos          | 1933              | 1935           |
| 9  | José Ibrahim de Carvalho          | 1936              | 1945           |
| 10 | Francisco de Andrade Vilela       | 1945              | 1946           |
| 11 | Joaquim Maciel Didier             | 1947              | 1950           |
| 12 | Jorge Carneiro Magalhães          | 1951              | 1954           |
| 13 | José Ibrahim de Carvalho          | 1955              | 1958           |
| 14 | Jarbas Nogueira de Medeiros Silva | 1959              | 1962           |
| 15 | João Andrade Maciel               | 1963              | 1966           |
| 16 | José Ibrahim de Carvalho          | 1967              | 1970           |
| 17 | Joaquim Sérvulo Meireles da Rocha | 1971              | 1972           |
| 18 | Hervê de Campos Vargas            | 1973              | 1976           |
| 19 | José Jorge Vilela                 | 1977              | 1982           |
| 20 | Hervê de Campos Vargas            | 1983              | 1988           |
| 21 | José Jorge Vilela                 | 1989              | 1992           |
| 22 | Elói Radin Allerand               | 1993              | 1996           |
| 23 | Akira Yamaguchi                   | 1997              | 2000           |
| 24 | Terezinha Allerand                | 2001              | 2004           |
| 25 | Akira Yamaguchi                   | 2005              | 2008           |
| 26 | Benedito Álvaro Cunha             | 2009              | 2016           |
| 27 | Elói Radin Allerand               | 2017              | 2020           |
| 28 | Walter Duarte (interino)          | jan/2021          | jul/2021       |
| 29 | Brian Mendes Drago                | jul/2021          | dez/2024       |
| 30 | Sandro Marcelo Santos             | dez/2024          |                |

## São-gonçalenses notáveis

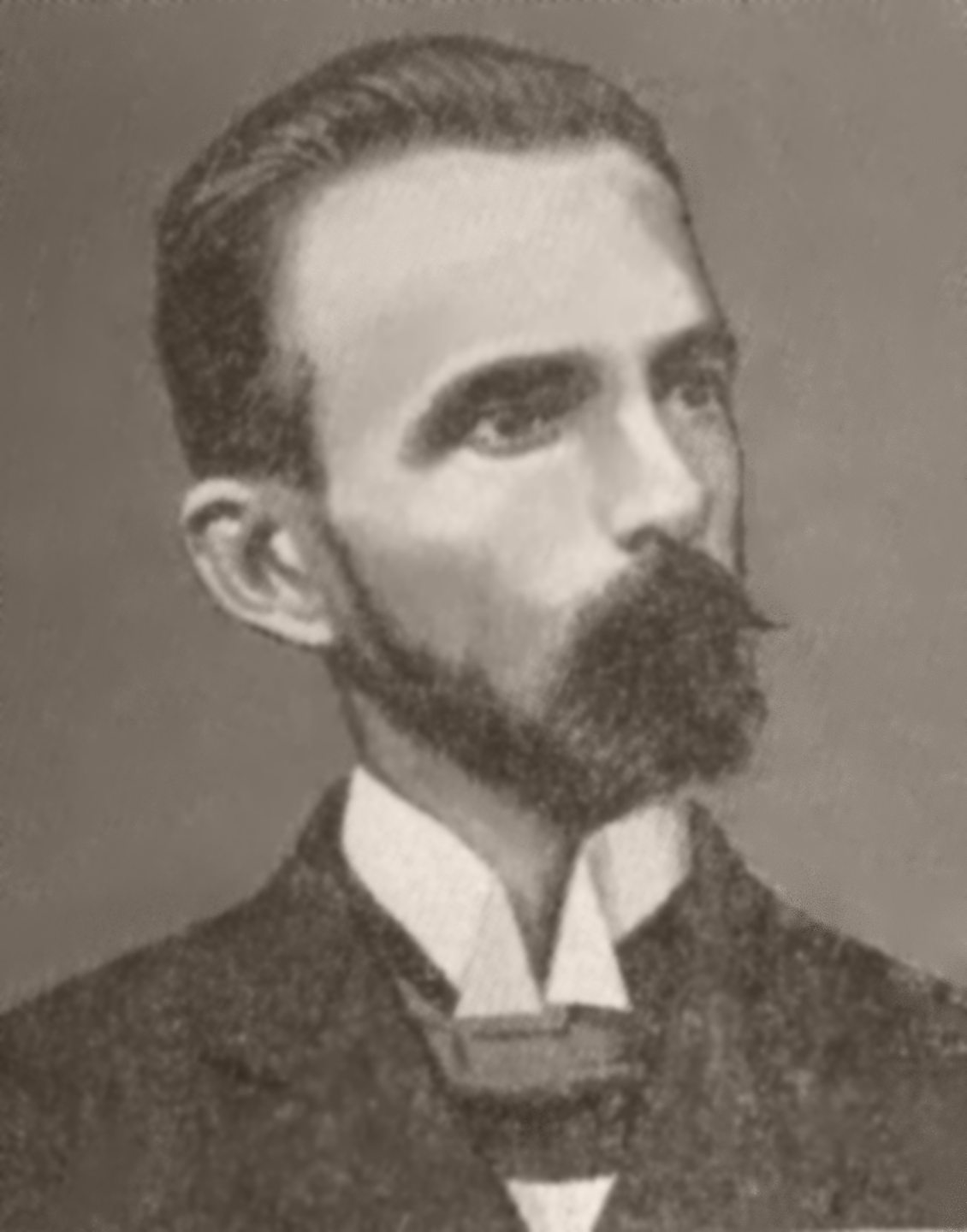
Raimundo Correia foi o primeiro juiz de direito da Comarca de São Gonçalo do Sapucaí.

- Bárbara Heliodora[8]
- Lúcio de Mendonça
- Maria Vicência Bressane Leite
- Raimundo Correia[7]
- Fernando de Azevedo